# Вирџил (Илиноис)
Вирџил (енгл. Virgil) град је у америчкој савезној држави Илиноис.

## Демографија
По попису из 2010. године број становника је 329, што је 63 (23,7%) становника више него 2000. године.
| Група             | 2000.       | 2010.       |
| Белци             | 255 (95,9%) | 302 (91,8%) |
| Афроамериканци    | 3 (1,1%)    | 6 (1,8%)    |
| Азијати           | 1 (0,4%)    | 5 (1,5%)    |
| Хиспаноамериканци | 5 (1,9%)    | 10 (3,0%)   |
| Укупно            | 266         | 329         |